# Щраусоподобни
Щраусоподобните (Struthioniformes) от еволюционна гледна точка заедно с разред Тинамуподобни са самостоятелна група съвременни птици по отношение на всички останали взети заедно. Теглото им варира от около килограм (киви) до близо 150 кг (щраус). Някои изчезнали вече видове са имали особено впечатляващи размери, като например Aepyornis maximus (наричан още слонска птица или епиорнис), който е тежал над 450 кг или птицата моа, висока над 3 метра. Характерна за разреда е вторично загубената способност за полет и закърнелите криле. В конструкцията на скелета се забелязва липсата на така наречения кил на гръдната кост, характерен за всички останали видове птици и служещ за закрепване на летателната мускулатура. Перата също имат типично устройство, придаващо им изглед на животинска козина.

## Разпространение
Срещат се в Африка, Южна Америка, Австралия и островите в югоизточната част на Азия. Обитават разнообразни биотопи, като открити равнини, тропични и екваториални гори.

## Начин на живот и хранене
Предимно растителноядни, но някои видове като кивито например са насекомоядни.

## Размножаване
Полигамията е широко застъпена сред Щраусоподобните. Малките се излюпват добре развити и са способни да се придвижват и хранят сами.

## Допълнителни сведения
Почти всички видове от разреда са с намаляла численост в природата. Щраусът се отглежда със стопанска цел за месо, яйца и кожа.

## Списък на видовете
Съгласно Мейр и Зеленков (2021)
- Семейство Apterygidae – Безкрили
  - Род Apteryx – Кивита
    - Вид Apteryx australis – Обикновено киви
    - Вид Apteryx haastii – Киви на Хааст
    - Вид Apteryx owenii – Киви на Оуен
- Семейство Casuariidae – Казуарови
  - Род Casuarius – Казуари
    - Вид Casuarius bennetti —
    - Вид Casuarius casuarius —
    - Вид Casuarius unappendiculatus —

  - Род Dromaius – Емута
    - Вид Dromaius novaehollandiae – Ему
- Семейство Rheidae – Нандута
  - Род Pteroicnemia, виж Rhea – Нанду
    - Вид Pteroicnemia pennata, виж Rhea pennata – Дарвиново нанду

  - Род Rhea – Нанду
    - Вид Rhea americana – Обикновено нанду
    - Вид Rhea pennata – Дарвиново нанду
- Семейство Struthionidae – Щраусови
  - Род Struthio – Щрауси
    - Вид Struthio camelus – Щраус